# Faquir

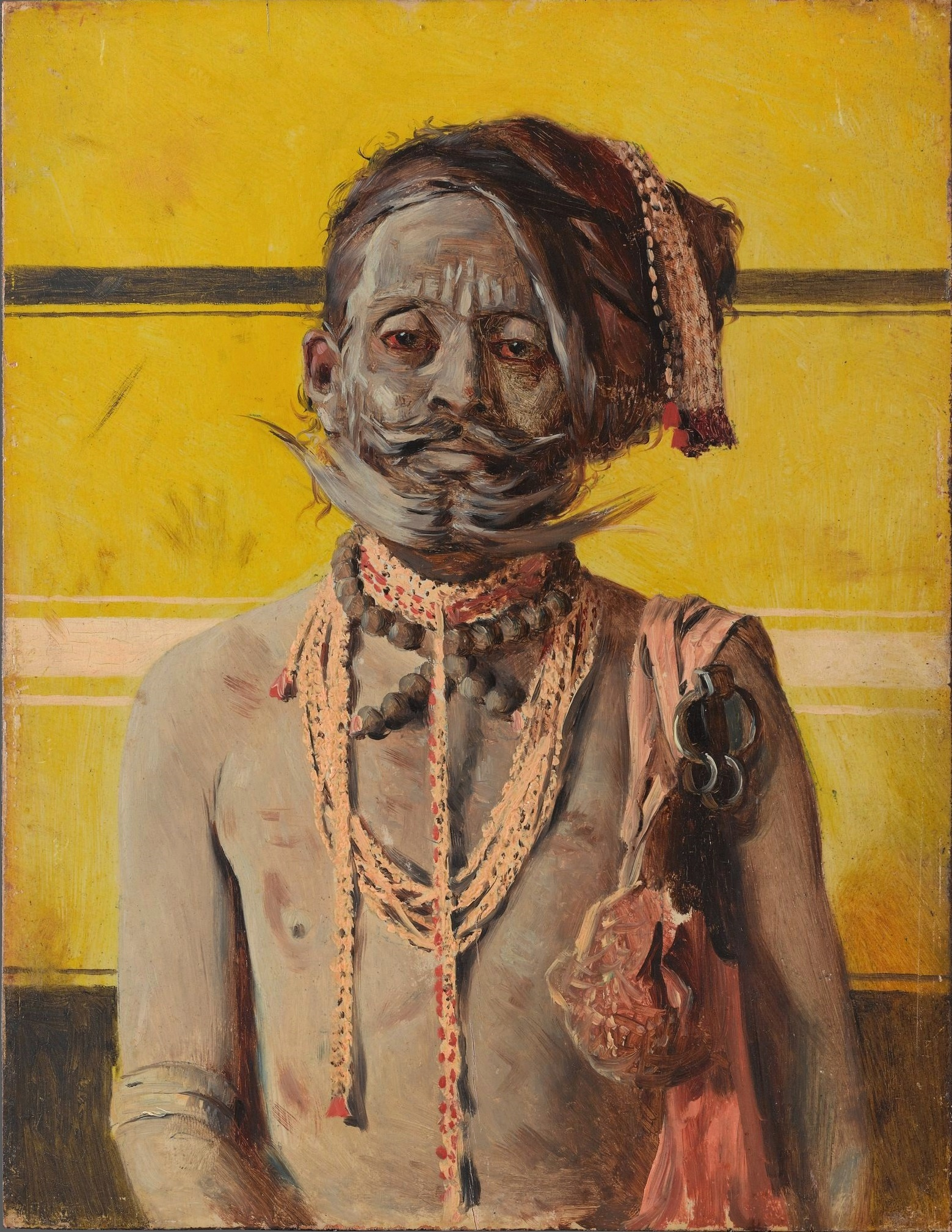
Um faquir.

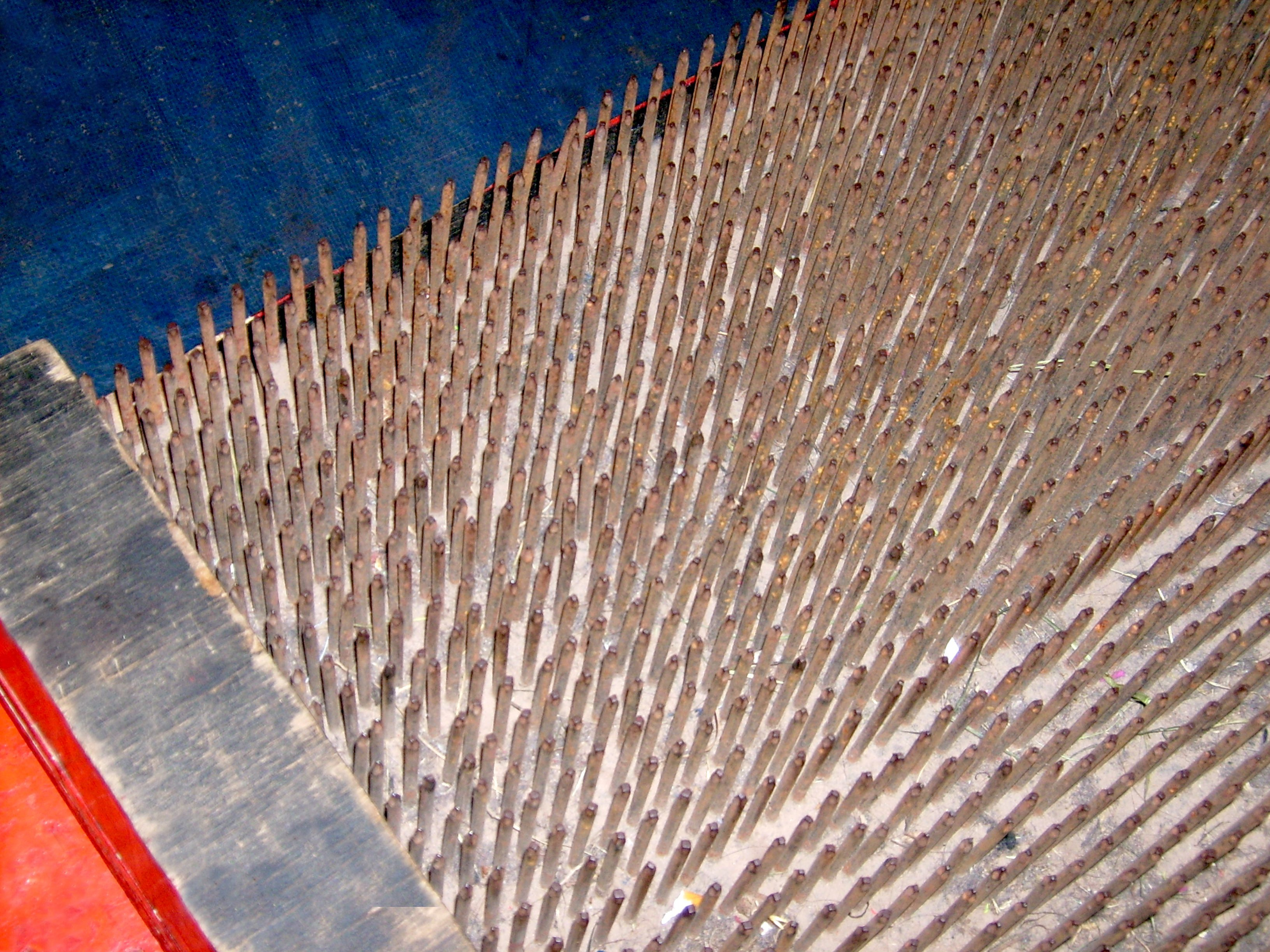
Cama de pregos de um faquir.

Faquir (do persa: فقیر, transl. Faqīr, "pobre ou encubado de voar", por sua vez do árabe فقر, faqr, "pobreza") é um asceta que executa feitos de resistência ou de suposta magia, como caminhar sobre fogo, engolimento de espada ou deitar-se sobre camas de pregos.
Originalmente o termo se referia exclusivamente ao islamismo; os faquires eram dervixes sufis, eremitas, que sobreviviam da mendicância. O uso idiomático do termo foi desenvolvido durante a era Mugal da Índia, quando a palavra árabe Faqīr, "pobreza", foi trazida aos idiomas locais pelo persa falado pelas elites islâmicas; adquiriu o sentido místico da necessidade espiritual de Deus - o único a ser autossuficiente. Utilizado para se referir aos milagreiros sombrios sufistas, com o tempo seu uso se estendeu aos diversos tipos de ascetas do hinduísmo, eventualmente substituindo termos como gosvāmin, bhikku, sadhu, e até mesmo guru, swami e yogi.
O termo se tornou comum nos idiomas urdu e hindi para descrever um mendigo. Embora ainda sejam menos influentes nas áreas urbanas, devido à expansão da educação e da tecnologia, os faquires ainda possuem muita influência sobre as pessoas de certas aldeias do interior da Índia. Entre os muçulmanos as principais ordens sufistas dos faquires são Chishtīyah, Qādirīyah, Naqshbandīyah, e Suhrawardīyah.
Do espanhol alfaqui, "médico ou sacerdote muçulmano", desde 1300, (Gran Conquista de Ultramar, 1954), e do árabe, Al Faqih, “teólogo  e  jurista”, primeiro, "médico muçulmano", 1256, (Libros del Saber de Astron., 1958), e "Sacerdote muçulmano" desde 1527, do árabe al-Hakim, "sábios, especialmente filósofo ou médico", derivado da raiz  "conhecer". Centro Nac. de Recursos Textuais e Lexicais.
O trabalho de pesquisa dos faquires está no limite do que a maioria das pessoas acredita, ser erradamente de sobrenatural, é o da influência da mente sobre o corpo físico. o homem moderno parece não saber o que os seus pensamentos podem estar na raiz dos seus problemas e na sua saúde. Os nossos pensamentos afetam a nossa moral, nossos desejos, a nossa saúde e a nossa vida, portanto, nosso corpo. A ciência  aprova-lo, e mesmo os mais ceticos estão dispostos a admitir.
Nós todos sabemos que alguém com uma doença imaginária através da força de sugestão acabará por ficar realmente doente. Sua mente está constantemente focada em males imaginários e acabará um dia por desenvolver a doença. Inconscientemente, esses indivíduos estão a reproduzir, ou pelo menos, delinear o trabalho dos faquires,  influenciar os seus corpos com os seus desejos ou pensamentos, nada de sobrenatural, é reprodutível por todos, desde que, no entanto, estejam  dispostos a ter uma certa disciplina e, acima de tudo, ouvir as leis da natureza e não dos homens.[carece de fontes?]

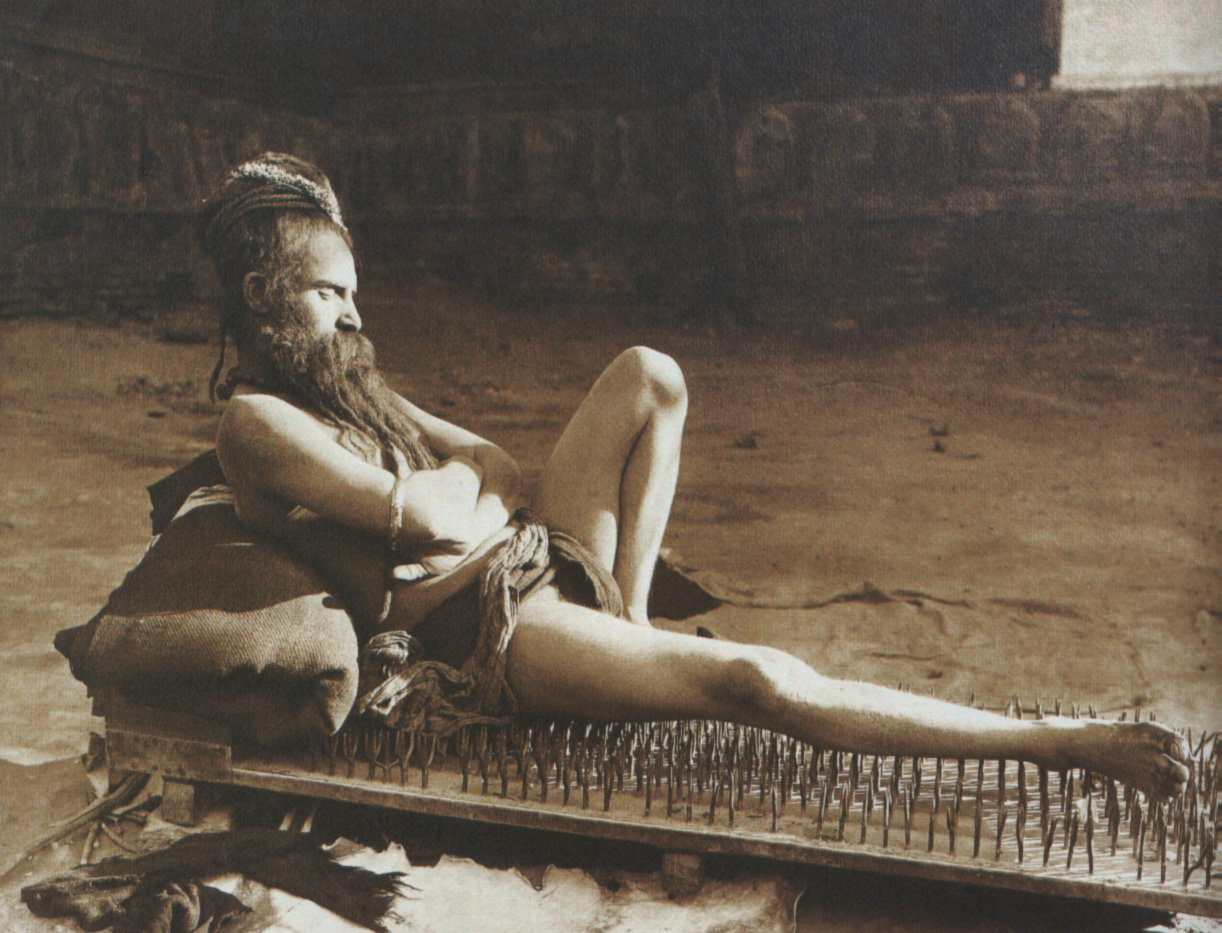
Fotografia de 1907 (Herbert Ponting) de "um faquir em Benares".

Todo homem ávido por conhecimento, qualquer que seja sua crença ou nacionalidade, pode o ser faquir, e não necessariamente indiano ou oriental, Mirin Dajo (holanda), Sai Baba de Shirdi (Índia), Ben-ghou Bey (frança), Marco Patrocinio (Portugal), entre outros. [carece de fontes?]
O verdadeiro faquir é acima de tudo um homem sábio, que procura compreender as leis da natureza e como funciona o seu corpo, ele trabalha com elas e tenta empurrar os seus “limites”, até da propria morte. Assim, exercícios que seriam muitas vezes fatal para a maioria, o faquir sai ileso e sorrindo.

## Faquirismo
Faquirismo é a técnica ou a arte dos faquires; com ela são capazes de controlar a respiração, os músculos a vontade. Dominando a mente através do dominio do prana dominam o corpo e podem sem se ferirem ou danificarem,estando em plena e sã consciência de seus atos, andar sobre brasas, deitar em camas de prego, atravessar o corpo com longas agulhas, reduzir o batimento cardíaco e interromper (pelo menos aparentemente) o batimento cardíaco.
O primeiro relato sobre esta prática chegou ao Ocidente em 1691, pelo médico holandês Dopper, depois de retornar de sua viagem à Índia. Como era de se esperar, foi ridicularizado. Meio século depois, um missionário francês chamado Calmette voltou com uma história parecida com a do médico, despertando então a curiosidade dos europeus pelo que mais tarde viria a ser chamado de faquirismo.